# Aigurande
Aigurande là một xã ở tỉnh Indre khu vực trung bộ Pháp. Xã này có diện tích 27,77 km², dân số thời điểm năm 2005 là 1668 người. Khu vực này có độ cao trung bình 435 mét trên mực nước biển. 
Sông Bouzanne chay qua xã này.